# Stroup Peak
Der Stroup Peak ist ein 1100 m hoher Berg an der Scott-Küste des ostantarktischen Viktorialands. In der Gonville and Caius Range ragt er am Ausläufer eines sich vom Mount Curtiss in östlicher Richtung erstreckenden Gebirgskamms oberhalb des Wilson-Piedmont-Gletschers auf. Vom Mount Curtiss ist 4,3 km entfernt.
Das Advisory Committee on Antarctic Names benannte ihn 2008 nach dem Bauelektriker William E. Stroup vom Civil Engineer Corps der United States Navy, der in Vorbereitung auf das Internationale Geophysikalische Jahr zwischen 1955 und 1957 am Bau der Station Little America V beteiligt war.